# Paracanthonchus arcospiculum
Paracanthonchus arcospiculum är en rundmaskart som beskrevs av Allgen 1959. Paracanthonchus arcospiculum ingår i släktet Paracanthonchus och familjen Cyatholaimidae. Inga underarter finns listade i Catalogue of Life.